# Евстратов, Борис Васильевич
Борис Васильевич Евстратов (1895—1968) — советский работник сельского хозяйства, агроном зерносовхоза, Герой Социалистического Труда.

## Биография
Родился в 1895 году.
В 1924 году окончил Богородицкий сельскохозяйственный техникум (ныне Сельскохозяйственный колледж «Богородицкий» имени И. А. Стебута в Тульской области). С 1940 года работал агрономом в совхозе «Целинский» Целинского района Ростовской области.
Умер в Москве, похоронен в колумбарии № 20 Донского кладбища.
Борис Васильевич был автором трудов:
- Семеноводство зерновых культур и трав : опыт работы ордена Ленина Целинского совхоза Ростовской области. М., 1952. 30 с.
- Организация сортового семеноводства. Совхозное производство. 1955. № 3. С. 17-19.
- Агротехника возделывания озимой пшеницы. Совхозное производство. 1955. № 9. С. 19-25.
- Высокие урожаи озимой пшеницы. М. : Изд-во Министерства совхозов СССР, 1956. 19 с.
- Совхоз в борьбе за рентабельность : Опыт Целинного ордена Ленина зернового совхоза. М. : Сельхозгиз, 1956. 136 с.

## Награды
- Указом Президиума Верховного Совета СССР от 3 апреля 1948 года за получение высоких урожаев пшеницы при выполнении совхозом плана выдачи государству сельскохозяйственных продуктов в 1947 году и обеспеченности семенами зерновых культур для весеннего сева 1948 года Евстратову Борису Васильевичу, получившему урожай пшеницы 32,4 центнера с гектара на площади 483 гектара, присвоено звание Героя Социалистического Труда с вручением ордена Ленина и золотой медали «Серп и Молот».
- Также был награждён медалями.